# Jeviněves
Jeviněves är en ort i Tjeckien.   Den ligger i regionen Mellersta Böhmen, i den centrala delen av landet, 29 km norr om huvudstaden Prag. Jeviněves ligger 217 meter över havet och antalet invånare är 152.
Terrängen runt Jeviněves är platt. Runt Jeviněves är det ganska tätbefolkat, med 124 invånare per kvadratkilometer. Närmaste större samhälle är Mělník, 9,7 km öster om Jeviněves. Trakten runt Jeviněves består till största delen av jordbruksmark.